# Вайда, Сидония
Сидония Вайда (венг. Vajda Szidónia; род. 20 января 1979, Одорхею-Секуеск) — румынская и венгерская шахматистка, гроссмейстер среди женщин (1998), международный мастер среди мужчин (2003).

## Биография
Многократно представляла Румынию на юношеских чемпионатах Европы по шахматам и юношеских чемпионатов мира по шахматам в различных возрастных категориях. В 1995 году победила на юношеском чемпионате Европы и была третьей на юношеском чемпионате мира в возрастной категории U16. В 1999 году в Ереване завоевала бронзу на юношеском чемпионате мира в возрастной категории U20.
С 2000 года в шахматных турнирах представляет Венгрию. В 2002 году стала вице-чемпионкой женского шахматного чемпионата Венгрии, а в 2004 и 2015 годах побеждала на женских чемпионатах Венгрии по шахматам. Лауреат международных шахматных турниров, в том числе в 2009 году побеждала в турнире в Пакше а в 2015 году месте с Тицией Гарой и Иветой Райлих поделила первое место на Будапештском международном шахматном турнире «International Women Spring Chess Festival».
Представляла Румынию и Венгрию на пяти шахматных олимпиадах (2002—2010), где в индивидуальном зачете завоевала золотую медаль (2004), и на шести командных чемпионатах Европы по шахматам (1999, 2003—2009, 2015), где в командном зачете завоевала серебряную (2003) и бронзовую (1999) медали, а в индивидуальном зачете — бронзовую медаль (2003).